# Manoir de Prébois
Le manoir de Prébois est un édifice situé sur le territoire de la commune d'Hermanville-sur-Mer dans le département français du Calvados.

## Localisation
Le monument est situé dans le département français du Calvados, à Hermanville-sur-Mer, rue du Tour-de-Ville.

## Histoire
Le manoir est daté du XVIIIe siècle.
Il appartient à la famille Le Féron de Longcamp.

## Architecture
Les façades et les toitures font l'objet d'une inscription au titre des monuments historiques depuis le 3 juillet 1968.

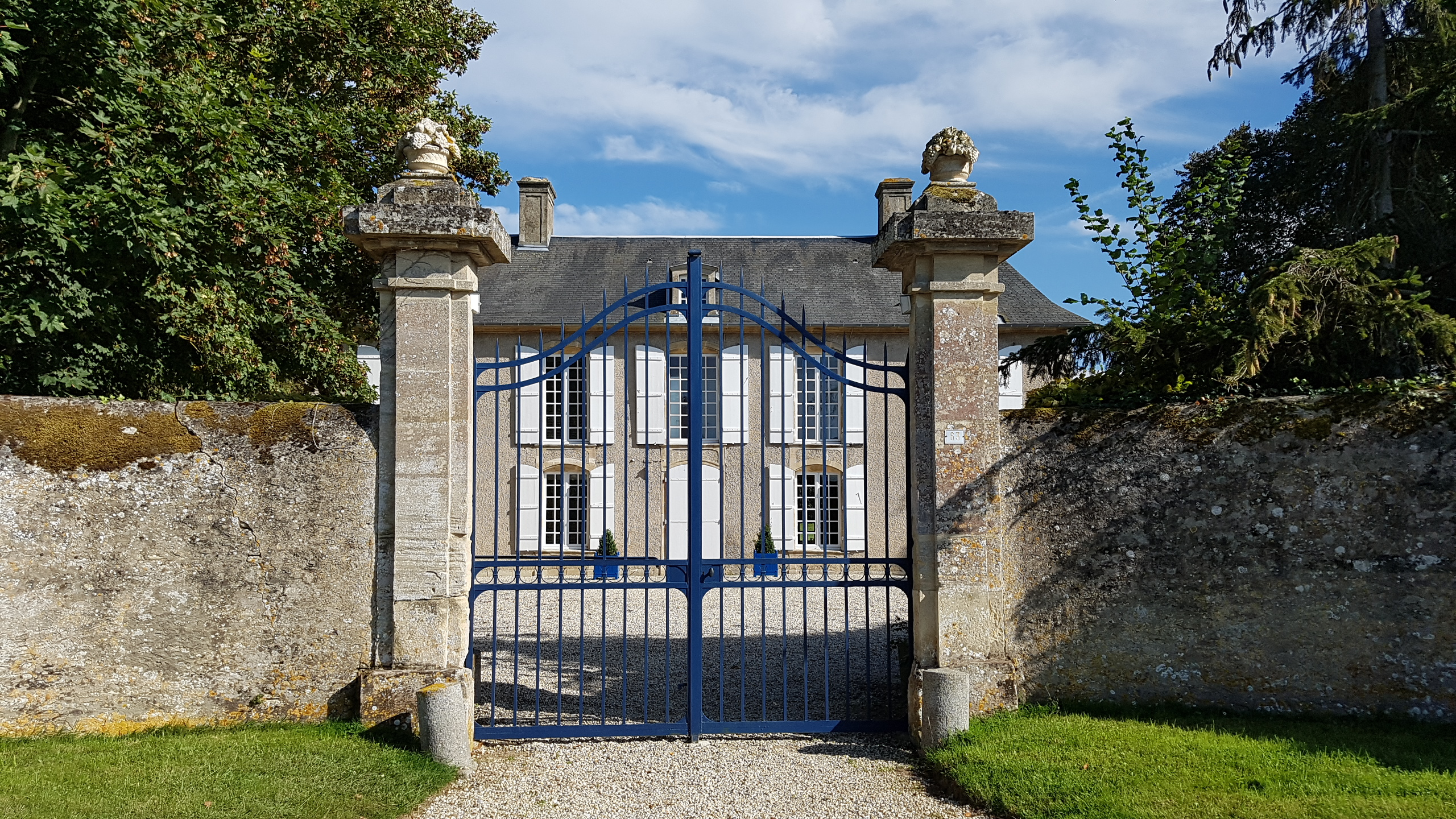
Le portail.
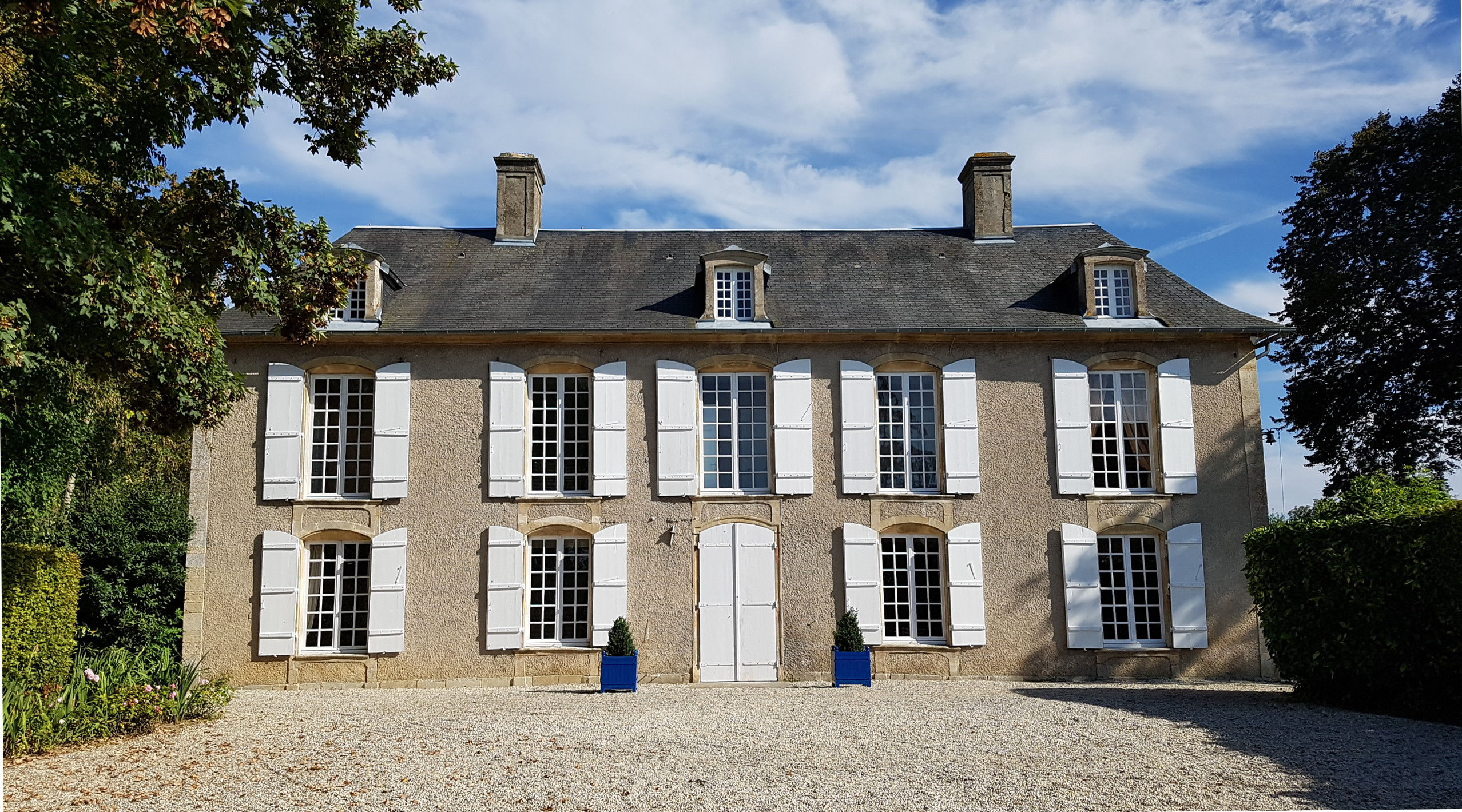
Le manoir.